# Campodorus tristis
Campodorus tristis là một loài tò vò trong họ Ichneumonidae.